# Lehmannia marginata
Lehmannia marginata (O.F. Müller, 1774) è un mollusco gasteropode terrestre della famiglia Limacidae.